# Die Königin von Borneo
Die Königin von Borneo ist der Titel eines Fragment gebliebenen Romans, den der spätere König Friedrich Wilhelm IV. von Preußen als Kronprinz verfasste. Jedenfalls wird das Werk heute unter diesem Titel erörtert; Friedrich Wilhelm selbst überschrieb seinen Text mit Die Geschichte von Prinz Feridoun mit der Königin von Borneo.
Friedrich Wilhelm IV, geprägt von den großen Strömungen der Romantik und der Erweckungsbewegung, verfasste seinen Roman in der Zeit vom 1. September 1816 bis zum 24. März 1817. Formal ist das Werk, das Friedrich Wilhelm selbst einen Schwank nannte, als Briefroman aufgebaut: die Empfängerin der Briefe ist Charlotte, die Schwester des Kronprinzen, die später als Gemahlin Nikolaus I. Zarin von Russland werden sollte.

## Zusammenfassung
Die Handlung beginnt im Paris des Jahres 1814. Nach dem Sieg über Kaiser Napoleon ziehen die siegreichen Truppen in der Seine-Metropole ein. Unter ihnen ist auch der preußische Thronfolger. Er begegnet einer Gesandten des Königshofs von Borneo, die auf der Suche nach einem Paten für den König von Borneo ist, nachdem dieser zum Christentum konvertiert ist. Der Kronprinz zeigt sich bereit, die Aufgabe zu übernehmen, allerdings erst, als er ein Bildnis von Magdalene, der Tochter des Bekehrten, gesehen hat. Friedrich Wilhelm reist also nach Borneo. Nach einer Reminiszenz an Dantes Paradies kommt es zur Taufe. Neben die keimende Liebesgeschichte zwischen Friedrich Wilhelm und Magdalene tritt die Schilderung einer Rebellion von Fürsten, die sich mit der Bekehrung des Königs nicht abfinden wollen. Die Rebellion wird niedergeworfen, den Aufrührern aber Gnade erwiesen, worauf diese sich nunmehr selbst zum Christentum bekennen. Nunmehr kann sich die gesamte Handlung auf die Liebesgeschichte konzentrieren. Der Kronprinz gerät in einen Konflikt zwischen seiner Liebe zu Magdalena und seiner Pflicht als künftiger König von Preußen. Dieser Konflikt wird im Werk allerdings nicht mehr ausgeführt; der Roman bricht im letzten Brief an Charlotte mit dem Vorwurf ab, diese schenke der Erzählung Friedrich Wilhelms keinen Glauben.

## Rezeption
Der Roman des Kronprinzen war lange Zeit vergessen, wie die nicht leicht zu fassende Persönlichkeit dieses Monarchen ohnehin erst seit den 1980er Jahren das vermehrte Interesse der Historiker auf sich zog. Eine erste Analyse des Werkes mit Bezug auf die Ideenwelt des jungen Friedrich Wilhelm unternahm Ernst Lewalter in seiner 1938 erschienenen Biographie Friedrich Wilhelm IV. – Schicksal eines Geistes. Eine beinahe liebevoll zu nennende Erstveröffentlichung fand das Werk schließlich im Jahre 1997. Der Herausgeber, Frank-Lothar Kroll, schloss seine Betrachtungen mit dem Satz: Insoweit erweist sich „Die Königin von Borneo“ als eine veritable Quelle zum Verständnis der komplexen Persönlichkeit des vielleicht merkwürdigsten Hohenzollernkönigs: eine kleine Facette nur, ein marginales Streiflicht – nicht mehr, aber auch nicht weniger.